# Louis Le Nain
Louis Le Nain, né autour de 1593 à Laon et mort le 23 mai 1648 à Paris, est un peintre français.

## Biographie
Louis Le Nain est le cadet d'une famille de peintres de Picardie, qui s'installe à Paris peu avant 1630.

## Œuvres
- La Halte du cavalier, huile sur toile, réplique avec variante du tableau éponyme conservé à Londres au Victoria and Albert Museum[1]
- La Fiancée Normande, huile sur toile, au musée national des beaux-arts d'Alger, Alger
- La forge, huile sur toile 69 × 57 cm, musée du Louvre[2]
- Bacchus et Ariane, huile sur toile, 102 x 152 cm, vers 1635, musée des Beaux-Arts d'Orléans[3]
- Le Repas des Paysans, huile sur toile, 97 x 122 cm, musée du Louvre, 1642.

## Galerie

Œuvres de Louis Le Nain
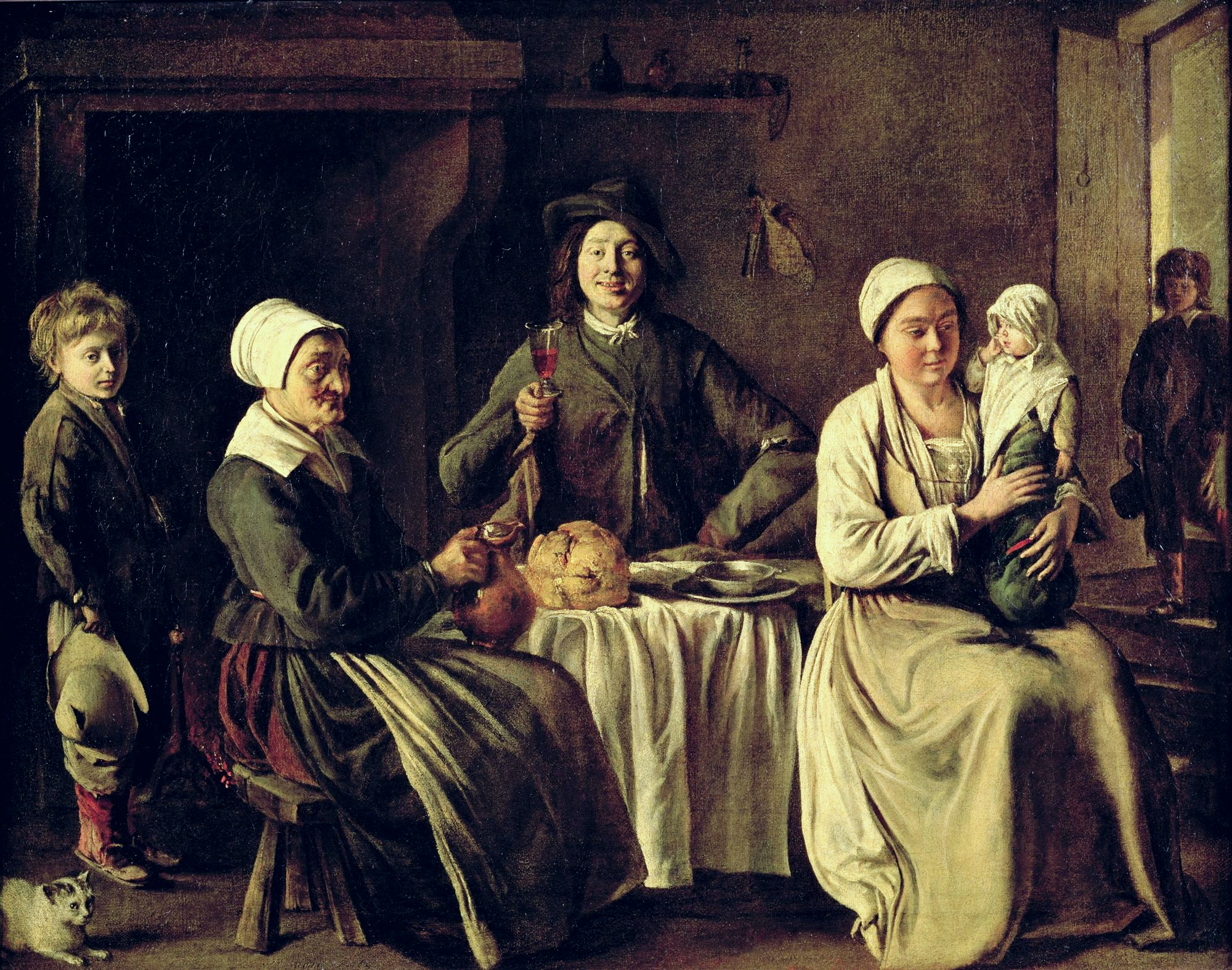
La Famille heureuse (1642), Paris, musée du Louvre.
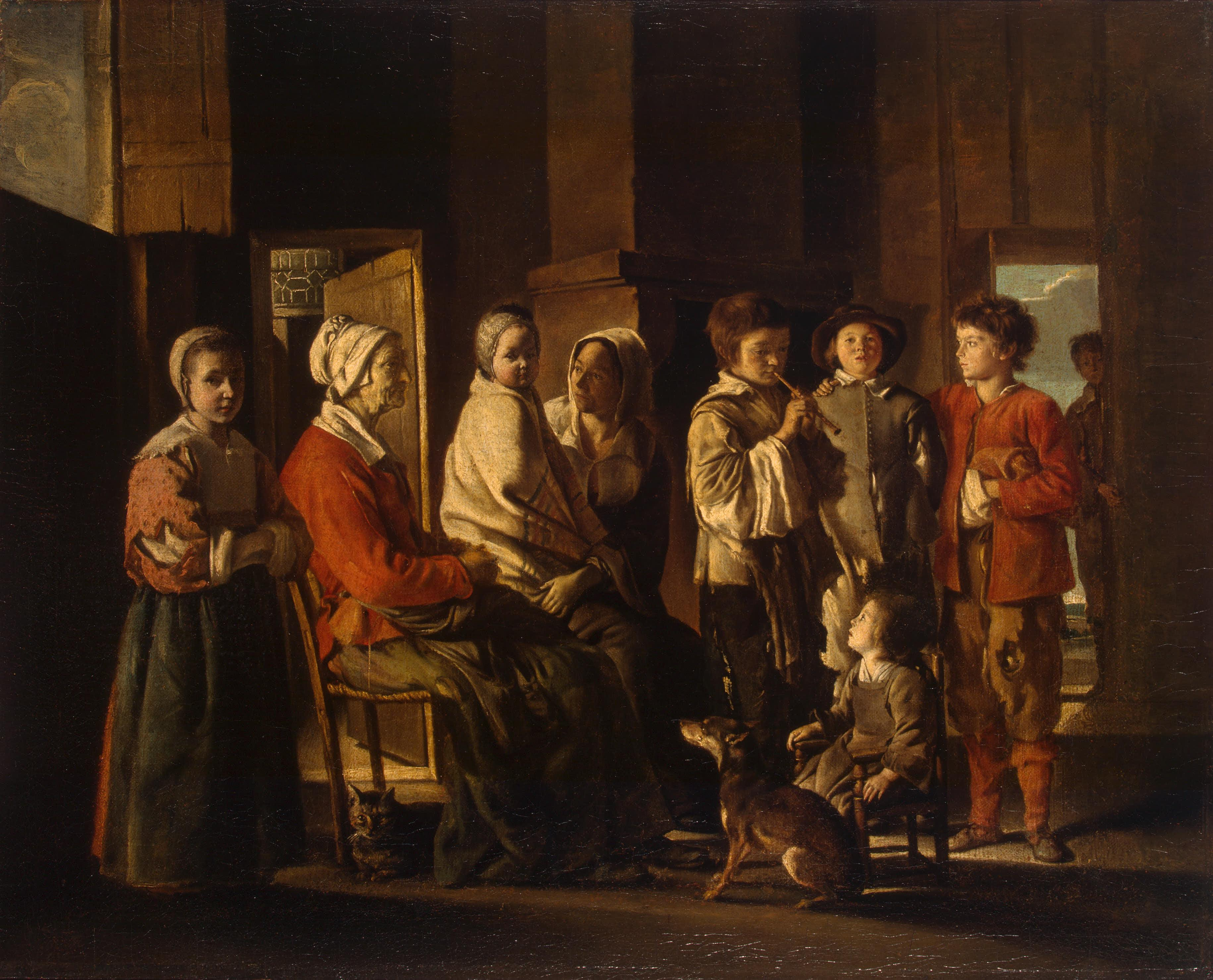
La Visite à la grand-mère (~1645-1650), Saint-Pétersbourg, musée de l'Ermitage.
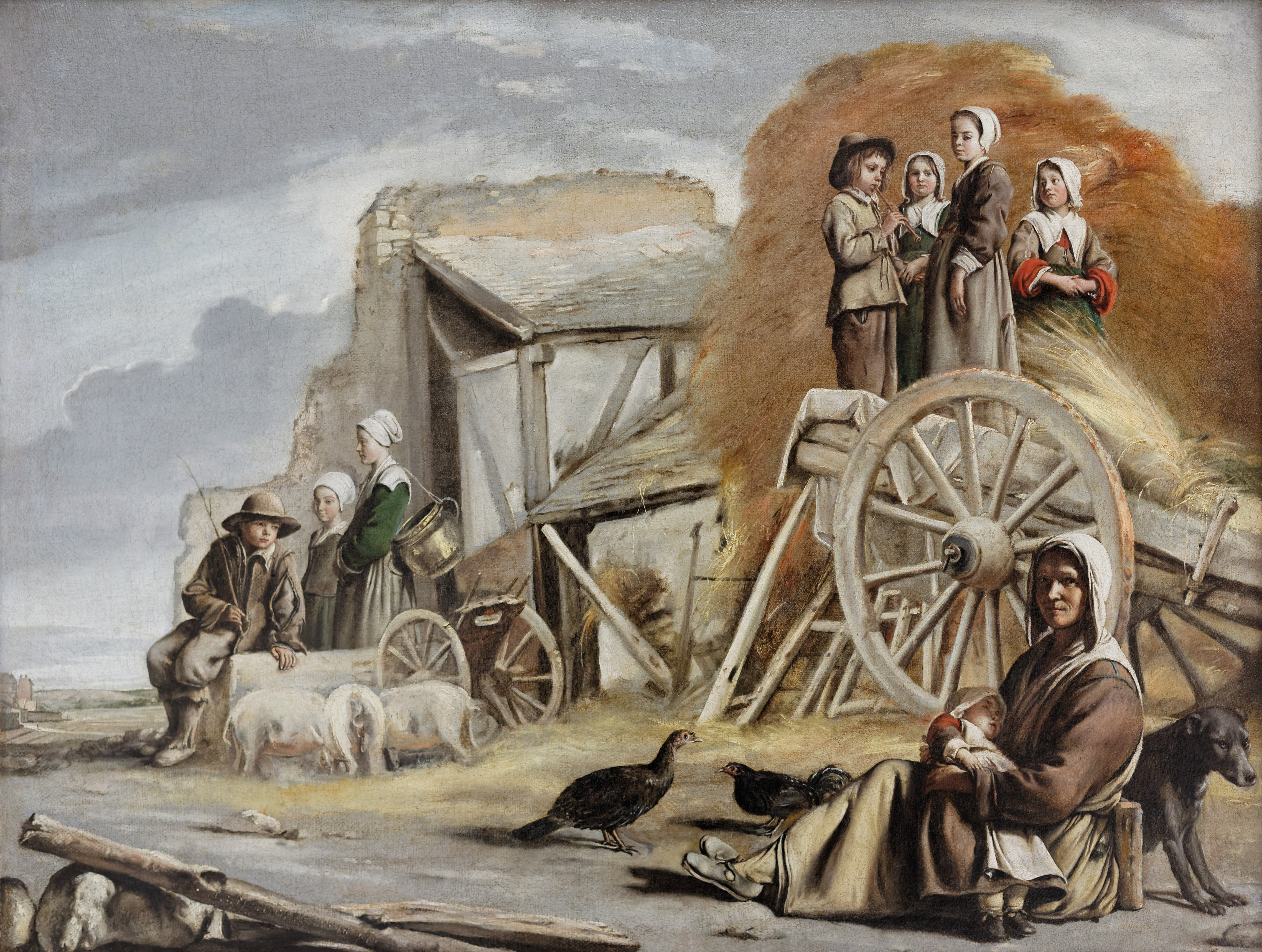
La Charrette, Paris, musée du Louvre.
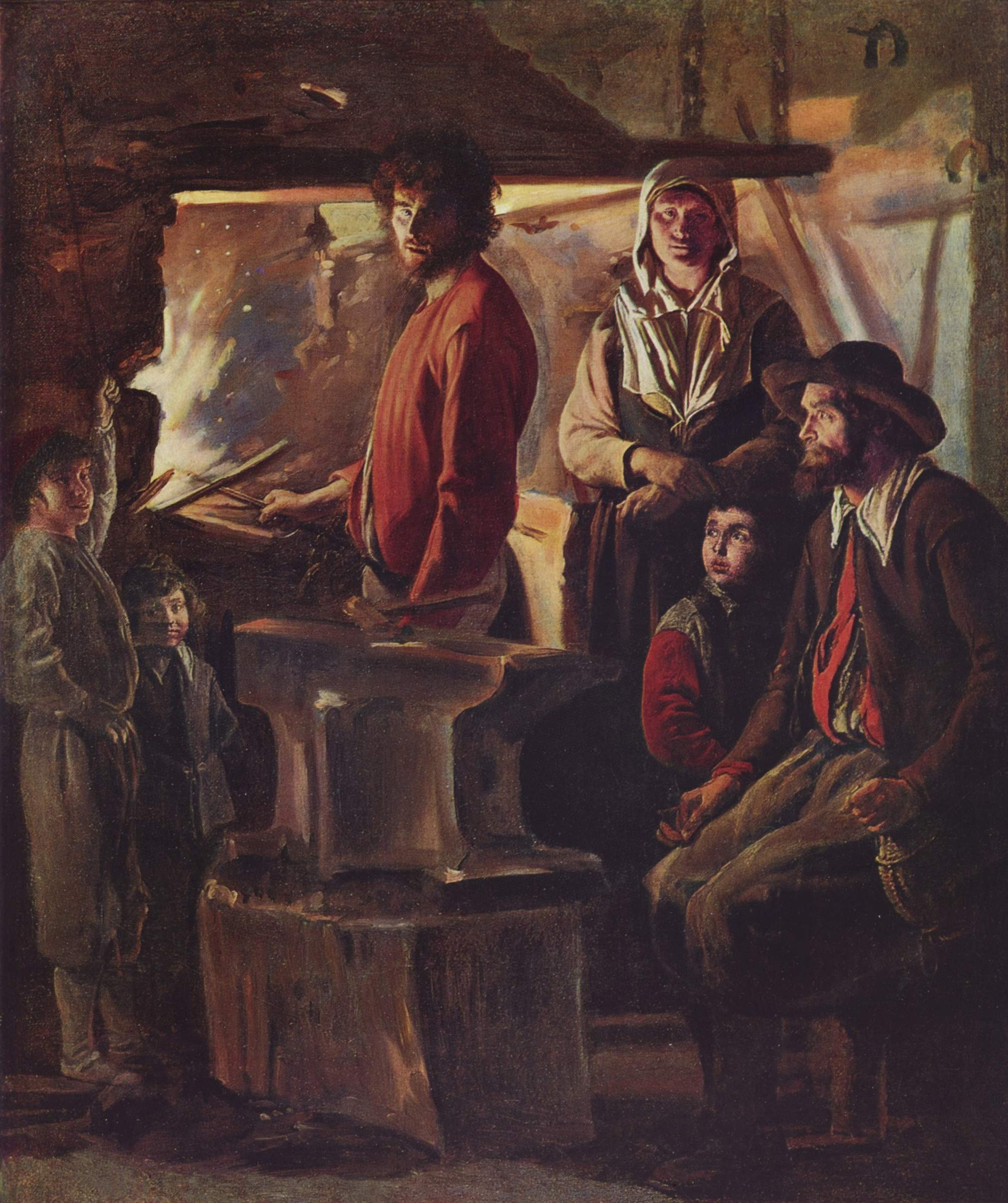
La Forge (~1642-1643), Paris, musée du Louvre.
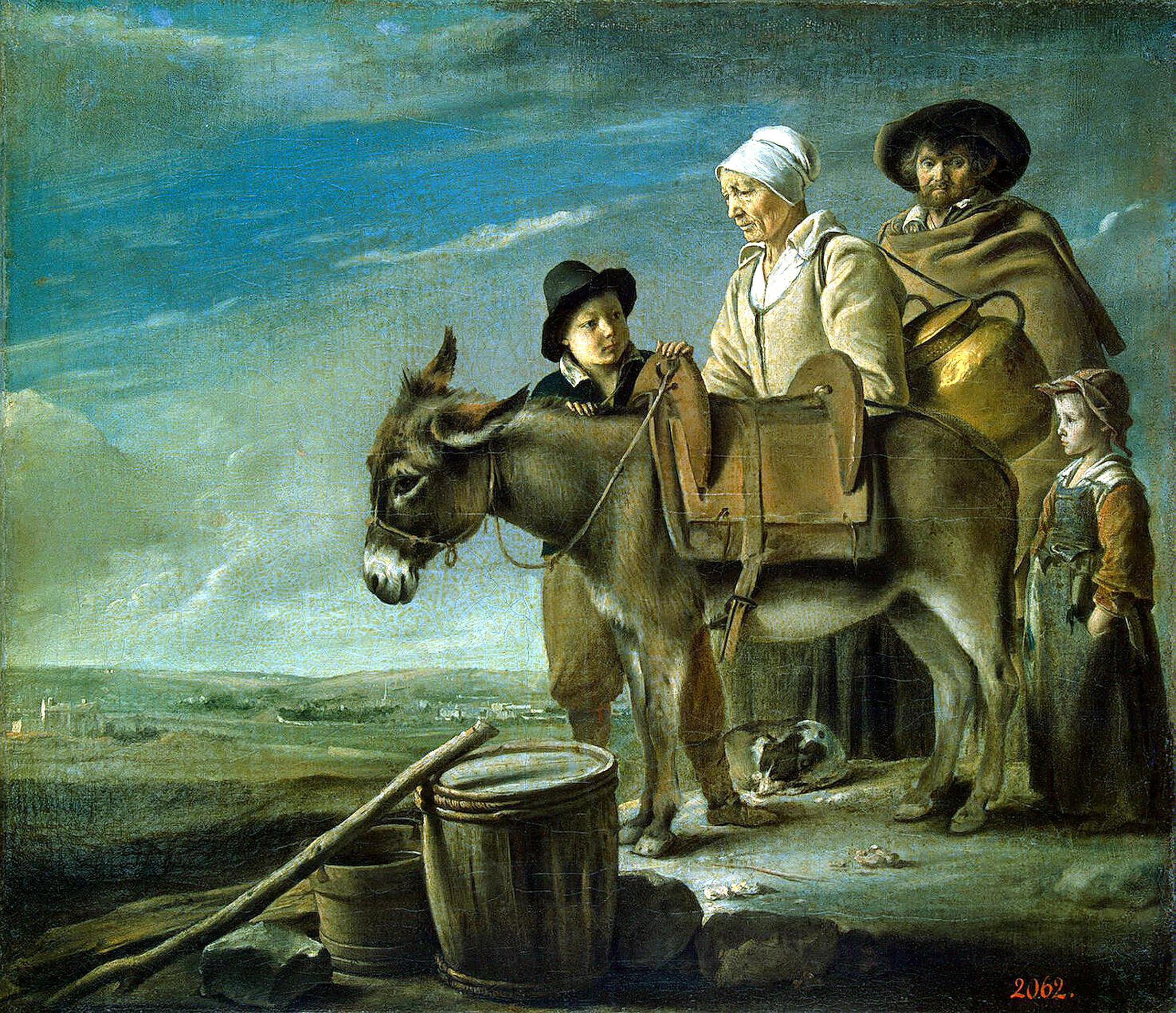
La Famille de la laitière, Saint-Pétersbourg, musée de l'Ermitage
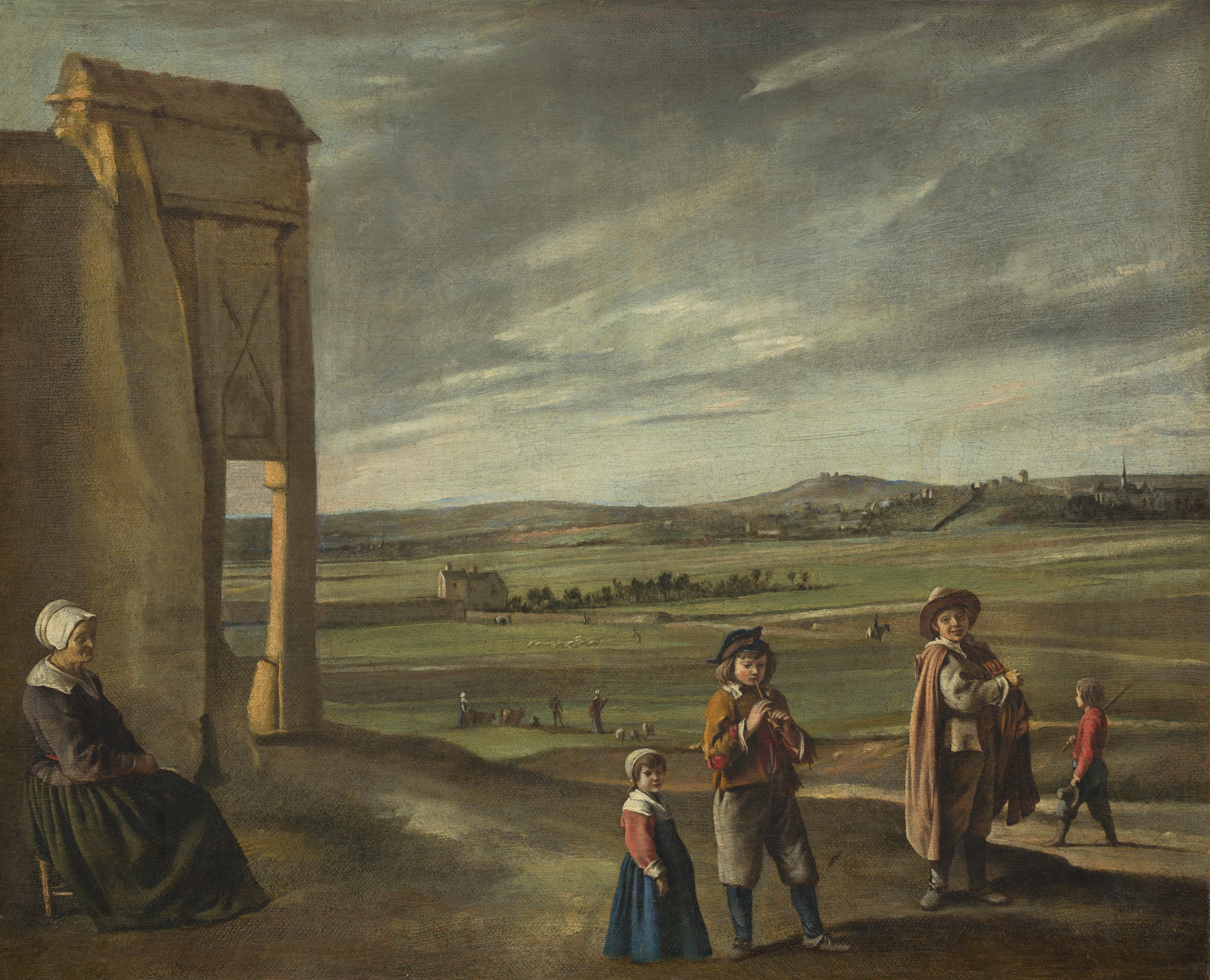
Lieu champêtre (~1640), Washington, National Gallery of Art.
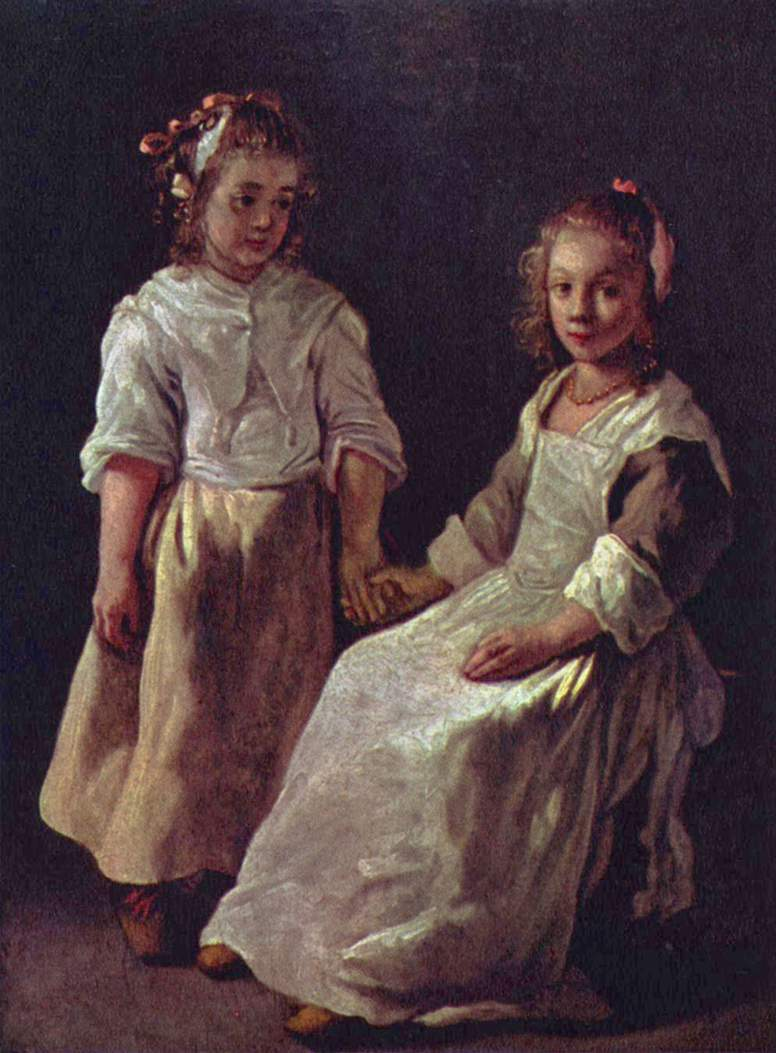
Deux jeunes Filles, Rotterdam, musée Boijmans Van Beuningen.

### Catalogues d’exposition
- Dans la lumière de Vermeer, Paris, Musée de l'Orangerie, 24 septembre - 28 novembre 1966.
- Exposition du paysage français, de Poussin à Corot, catalogue de l'exposition de mai-juin 1925 au Palais des beaux-arts de la ville de Paris